# Melanopareia maximiliani
El pecholuna del Chaco o gallito de collar (Melanopareia maximiliani) es una especie de ave paseriforme perteneciente al género Melanopareia, que es el único de la familia Melanopareiidae. Es nativo del centro sur de América del Sur

## Distribución y hábitat
Se distribuye desde las yungas del noroeste de Bolivia, hacia el este hasta el oeste de Paraguay, y al sur hasta el centro norte de Argentina.
Es poco común áreas de pastos secos con arbustos escasos en laderas de montañas y en matorrales del chaco, en bordes de los bosques secos, principalmente abajo de los 2200 m de altitud, pero localmente hasta los 3000 m en Bolivia.

## Sistemática

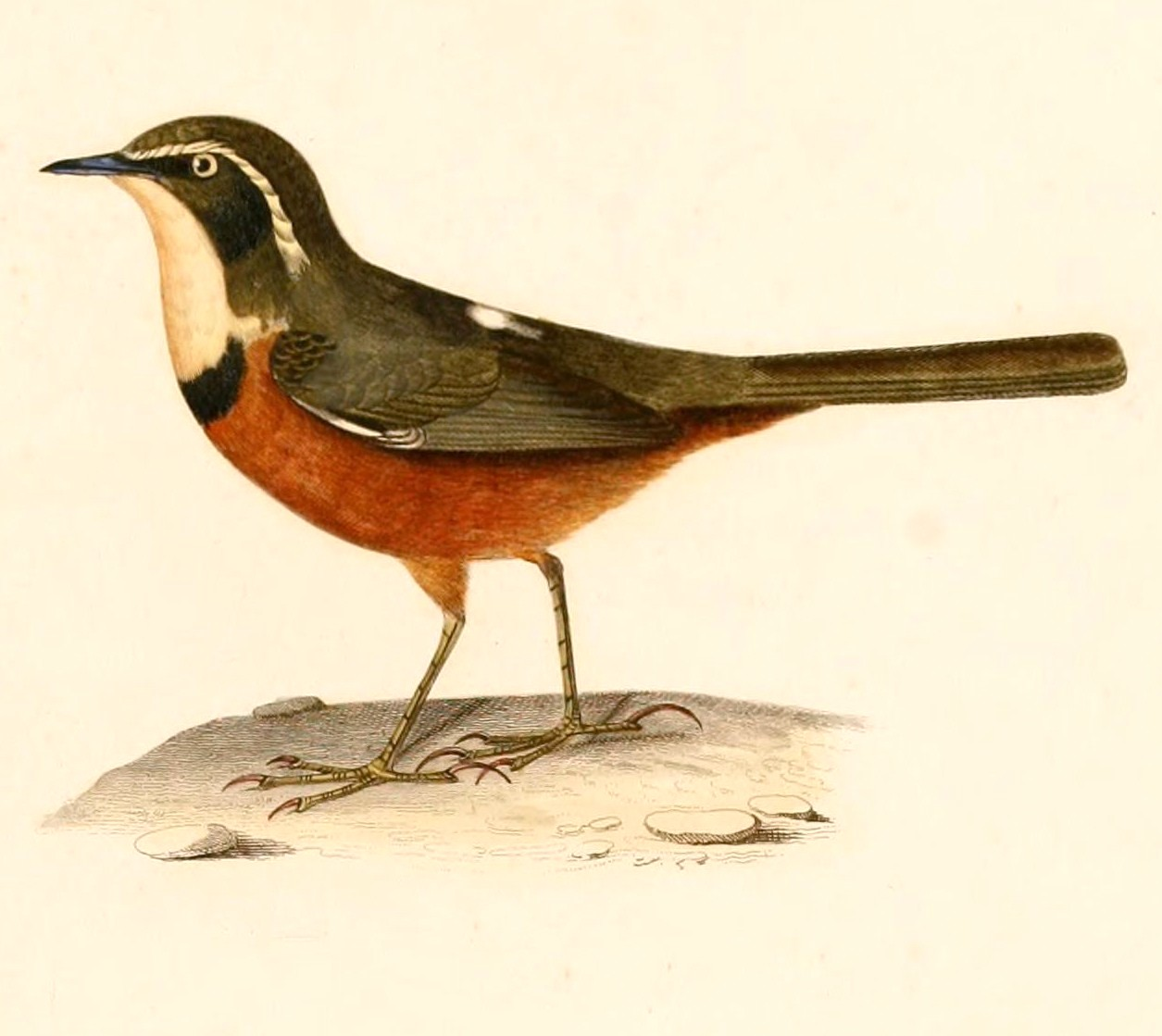
Melanopareia maximiliani, ilustración en d'Orbigy, Voyage dans l'Amérique méridionale, 1847.

### Descripción original
La especie M. maximiliani fue descrita por primera vez por el naturalista francés Alcide d'Orbigny en 1835 bajo el nombre científico Synallaxis maximiliani; localidad tipo «cumbre del Cerro Biscachal, cerca de Carcuata, Yungas de La Paz, Bolivia».

### Etimología
El nombre genérico femenino «Melanopareia» deriva del griego «melanos»: negro, y «parēion»: mejilla; significando «de mejilla negra»; y el nombre de la especie «maximiliani», conmemora al noble y militar prusiano Maximilian zu Wied-Neuwied (1782-1867) colector, explorador en Brasil 1815-1817 y Norteamérica 1832-1834.

### Taxonomía
El género estuvo hasta recientemente incluido en la familia Rhinocryptidae, hasta que datos genético moleculares indicaron claramente que Melanopareia no pertenece a Rhinocryptidae y es apenas pariente distante de éstos, por lo que fue separado en su propia familia.
La subespecie pallida, que difiere vocalmente de las otras, podría ser una especie separada. Las afinidades de las aves de las yungas del centro de Bolivia en Cochabamba son inciertas y se incluyen tentativamente en la subespecie argentina.

### Subespecies
Según la clasificación del Congreso Ornitológico Internacional (IOC) (Versión 6.3, 2016) y Clements Checklist v.2015,  se reconocen tres subespecies, con su correspondiente distribución geográfica:
- Melanopareia maximiliani maximiliani (d’Orbigny, 1835) – Yungas del oeste de Bolivia (La Paz).
- Melanopareia maximiliani argentina (Hellmayr, 1907) – centro de Bolivia (Yungas de Cochabamba, y desde oeste de Santa Cruz) hacia el sur por las laderas andinas hasta el noroeste de Argentina (al sur hasta el oeste de Córdoba y norte de San Luis).
- Melanopareia maximiliani pallida Nores & Yzurieta, 1980 – sureste de  Bolivia, y tierras bajas del Chaco del oeste de Paraguay y norte de Argentina (desde el este de Formosa al sur hasta Córdoba).